# Inondation de 2000 au Mozambique

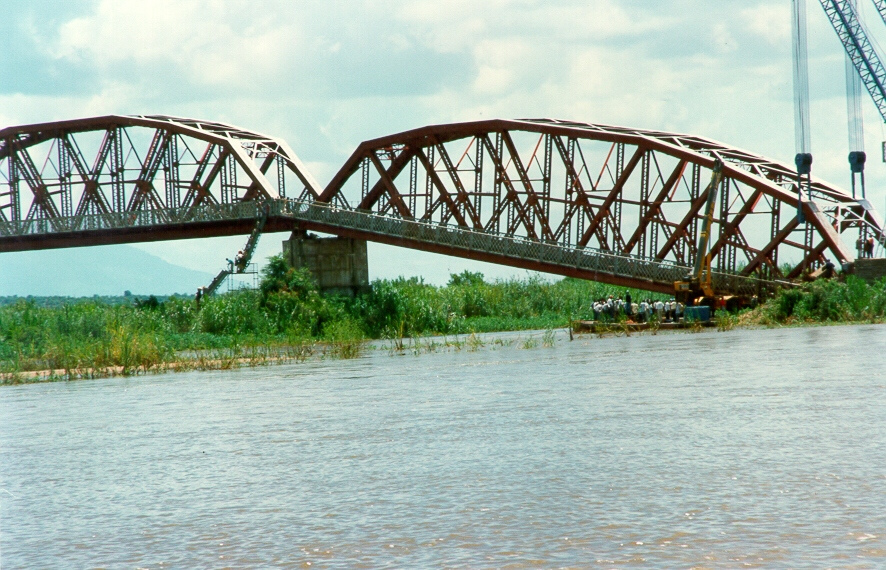

L'inondation de 2000 au Mozambique est une catastrophe naturelle survenue en février et mars 2000. Les inondations ont été causées par de fortes pluies qui ont duré cinq semaines et ont détruit le logement de nombreuses personnes, qui deviennent sans-abri, provoquant la mort d'environ 800 personnes. 1 400 km2 de terres arables ont été endommagées et 20 000 têtes de bétail et de nourriture ont été perdues. C'est la pire inondation au Mozambique en 50 ans. 
Elle commence en Afrique du Sud avec de fortes pluies au Mozambique, provoquant des dizaines de morts. 44 000 personnes deviennent sans abri et nombre d’entre elles ont perdu des proches. Le cyclone Eline est passé par la suite dans la région, détruisant tout sur son passage. Les femmes et les enfants se sont déplacés pour se mettre à l'abri dans les hautes terres, 800 d'entre elles sont mortes et des milliers de têtes de bétail sont décimées. Le gouvernement a distribué 15 millions de dollars (2000 USD) aux habitants pour compenser des dommages matériels et des pertes de revenus. En 2016, les gens vivaient toujours dans des abris de récupération avec des approvisionnements en eau fluctuants.

## Histoire météorologique
En octobre et novembre 1999, de fortes pluies ont touché le Mozambique, suivies d'une période de fortes pluies en janvier 2000. À la fin de janvier 2000, les pluies ont provoqué le débordement des rivières Komati, Umbeluzi et Limpopo de leur lit, inondant des parties de la capitale Maputo. Dans le district de Chókwè, le fleuve Limpopo a atteint un niveau de 6 m (19,6850394 pi) le 24 janvier c'est-à-dire deux fois son niveau habituel. Certaines régions ont reçu une année de pluie en deux semaines. Les inondations qui en ont résulté ont été considérées comme les pires affectant la région depuis 1951. 
Les inondations commençaient à diminuer à la fin de février au moment où le cyclone Eline est arrivé sur la région. Eline était un cyclone tropical de longue durée qui a atteint son intensité maximale près de Beira le 22 février. À la fin de février 2000, la situation était considérée comme la pire catastrophe naturelle du pays depuis un siècle.

## Impacts

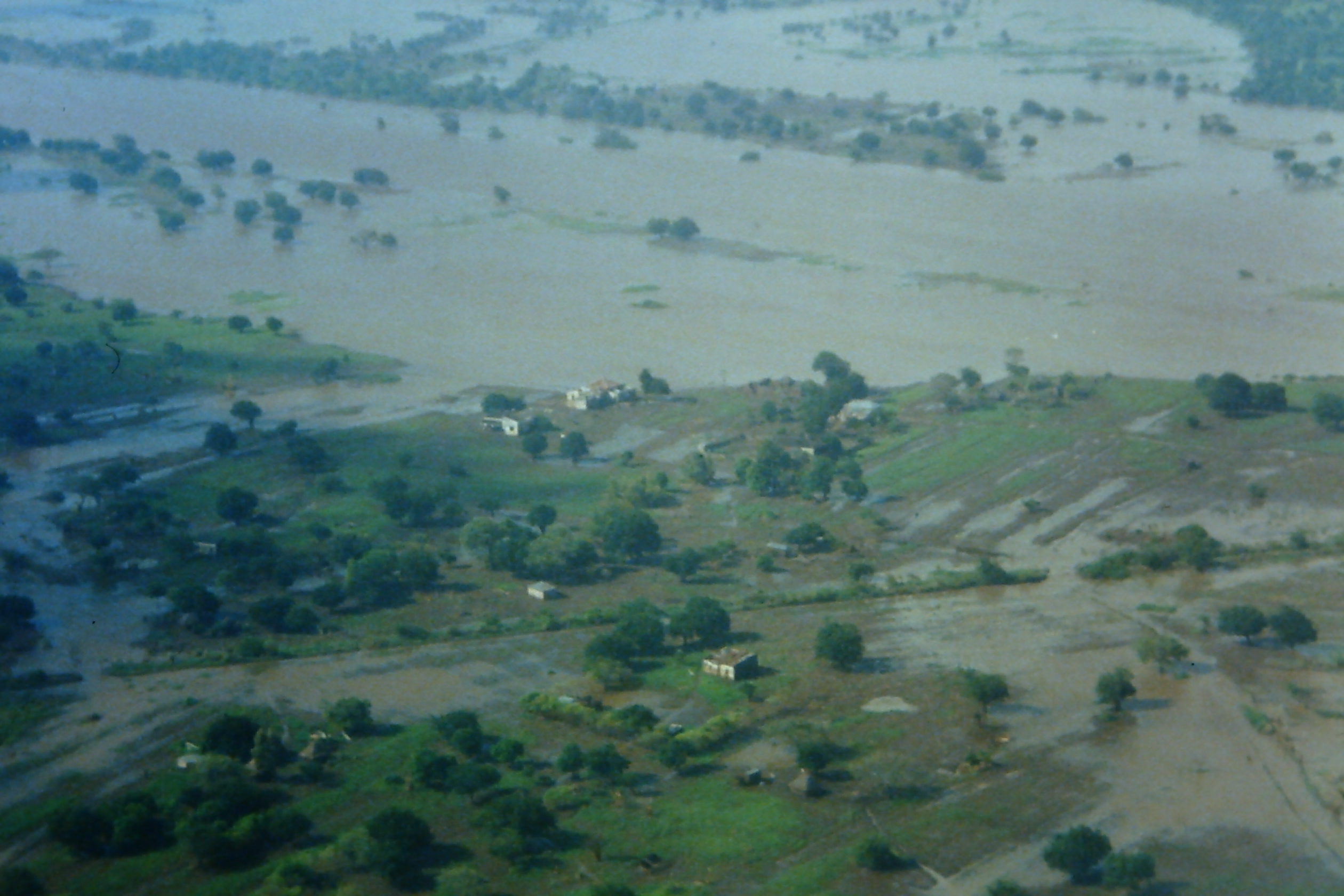
Fleuve Limpopo sortie de son lit en 2000

Fin février, les inondations avaient déjà provoqué une augmentation du paludisme et des cas de diarrhée. Les inondations ont également perturbé l'approvisionnement en eau et recouvert les routes, la principale route nord-sud étant coupée à trois endroits. Des zones étendues ont été inondées, ce qui a déplacé environ 220 000 personnes, et en a tué environ 150 avant que le cyclone ne frappe. 
Les effets combinés des inondations précédentes et du cyclone Eline ont laissé environ 463000 personnes déplacées ou sans abri, dont 46 000 enfants de cinq ans ou moins. Dans l'ensemble, les inondations et Eline ont causé environ 700 morts, dont la moitié à Chokwe, avec des dommages estimés à 500 millions $ (2000 USD). Le cyclone et les inondations ont détruit les réalisations d'une grande partie des progrès économiques réalisés par le Mozambique dans les années 90 depuis la fin de sa guerre civile. 

## Santé et sécurité
À partir du 7 mars, une flotte de 29 hélicoptères ont sauvé 14204 personnes,. Les eaux de crue résiduelles ont contribué à des flambées de paludisme et de choléra avec des infections paludéennes à quatre fois le taux habituel, tuant au moins 11 personnes. Des zones du sud du Mozambique ont également perdu l'accès à l'eau potable, aggravant la déshydratation et les maladies. En outre, le service de l'action antimines des Nations unies s'est montré préoccupé par le fait que les inondations avaient déplacé les emplacements des mines terrestres laissées par la guerre civile dans le pays. Plus tard, les vestiges du cyclone Gloria ont interrompu les travaux de secours en raison de fortes pluies. Les résidents ont commencé à rentrer chez eux début mars après le retrait des eaux de crue.

## Aides internationales
Avant l'arrivée d'Eline, le gouvernement du Mozambique a lancé un appel à la communauté internationale pour une assistance en réponse aux inondations, et les pays commençaient à apporter leur secours. Le président du Mozambique à l'époque, Joaquim Chissano, a demandé une aide supplémentaire après la frappe d'Eline, demandant 65 millions $ pour la reconstruction et l’aide d’urgence, et, par la suite, il a porté la demande à 160 millions $. 
Dès le 17 mars, plusieurs pays avaient promis 119 millions $ au Mozambique et le 4 mars, 39,6 tonnes de produits de secours ont atteint le pays, livraisons qui ont presque submergé le petit aéroport de Maputo. 

### ONG
Concern Worldwide (en) d'Irlande (pays) a alloué 650 000 $ (USD) à la fin du mois de février, pour répondre à l'urgence alimentaire en premier lieu et distribuer du riz, des haricots, de l'huile et du sucre afin de répondre aux besoins de 2800 familles de la région de Maputo. Concern fait également livrer du charbon pour cuisiner les aliments. 
Médecins Sans Frontières a envoyé une équipe de cinq personnes à Buzi pour aider les habitants. 
La Fondation Bill et Melinda Gates a envoyé 350 000 $ à l'institution CARE international début mars.

### Europe
Le gouvernement des Pays-Bas a fait un don de 5 millions de florins (2,2 millions USD) au pays, après avoir déjà fait don d'environ 2 millions de florins (871 000 USD). Le gouvernement italien a affecté 10 milliards de livres (2000 ITL ), dont la moitié pour une aide d'urgence immédiate et le Danemark a alloué 2,68 millions d'euros. La Suède a envoyé 10 millions (2000 SEK ) et l'Irlande 507 000 € au Programme alimentaire mondial. 
Le Portugal a livré 40 tonnes d'aide, y compris de la nourriture, des médicaments, des tentes et des sériveurs et la Croix-Rouge espagnole ont envoyé deux vols d'aide. L' Office d'aide humanitaire de la Communauté européenne a fourni 25 € millions au début de mars. 

### Amérique
Le Canada a fourni environ 11,6 millions $ (CAD ) au Mozambique tandis que les États-Unis ont fourni 7 millions de dollars de denrées alimentaires via son Agence pour le développement international  partie de ses 50 millions de dollars de contribution. 

### Afrique
Le Botswana a fait don de 23 millions de pula (5 millions USD) et l'île Maurice a fourni environ 100 000 dollars (USD). L'État ghanéen a transporté pour 100 000 dollars de nourriture et de vêtements vers le Mozambique.

### Australie
L'Australie a également fourni 1 million $ au pays

### Arabie saoudite
L'Arabie saoudite a envoyé une valeur de deux avions d'aide.

## Économie
Au cours du Jubilé 2000, la plupart des pays riches ont reporté le paiement de la dette d'un an. Le Royaume-Uni a annulé ses 150 millions de dollars de dettes fin février  et l'Italie a annulé ses 500 millions de dollars de dettes en mars. 
Le gouvernement du Mozambique a utilisé des bateaux pour évacuer les résidents des zones inondables, mettant en place 121 camps pour évacués. Le pays a cependant montré une capacité limitée pour les sauvetages généralisés en raison de l'insuffisance des hélicoptères. L'Afrique du Sud a envoyé une flotte de douze avions et hélicoptères pour effectuer des missions de recherche et de sauvetage, ainsi que des parachutages de nourriture. Ils étaient assistés de deux hélicoptères du Malawi, six du Royaume-Uni et dix d'Allemagne,.

## Galeries

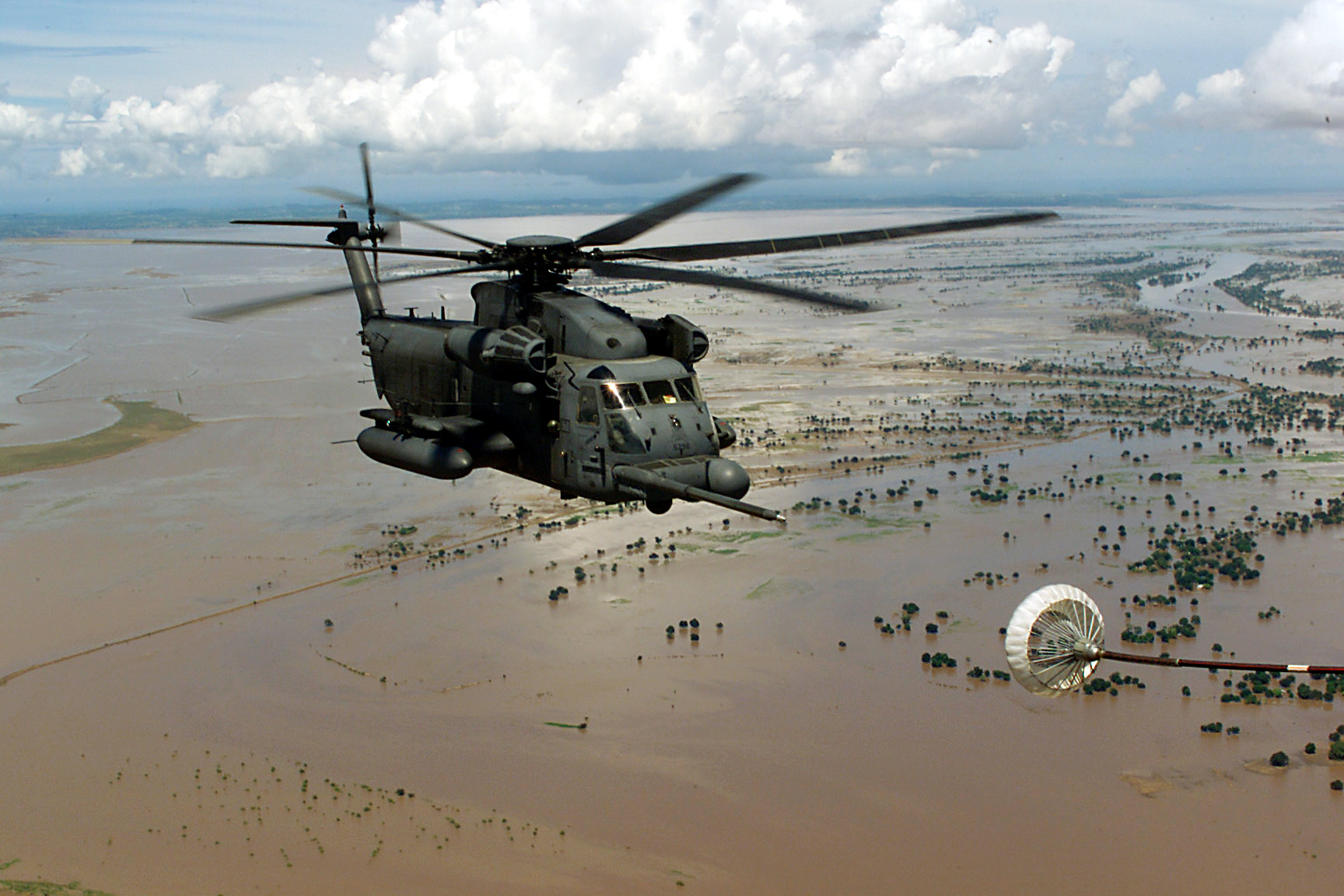
Hélicoptère
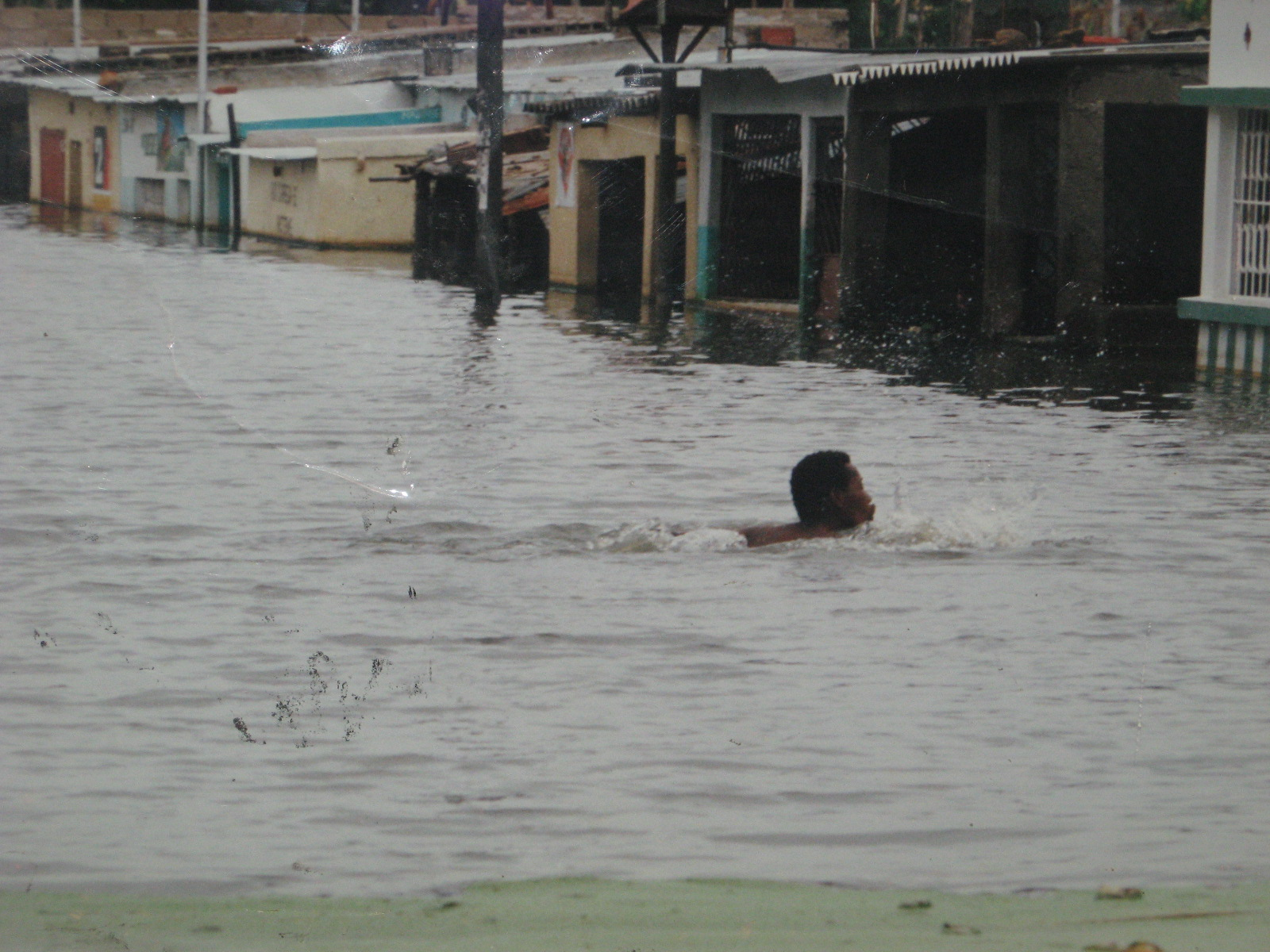
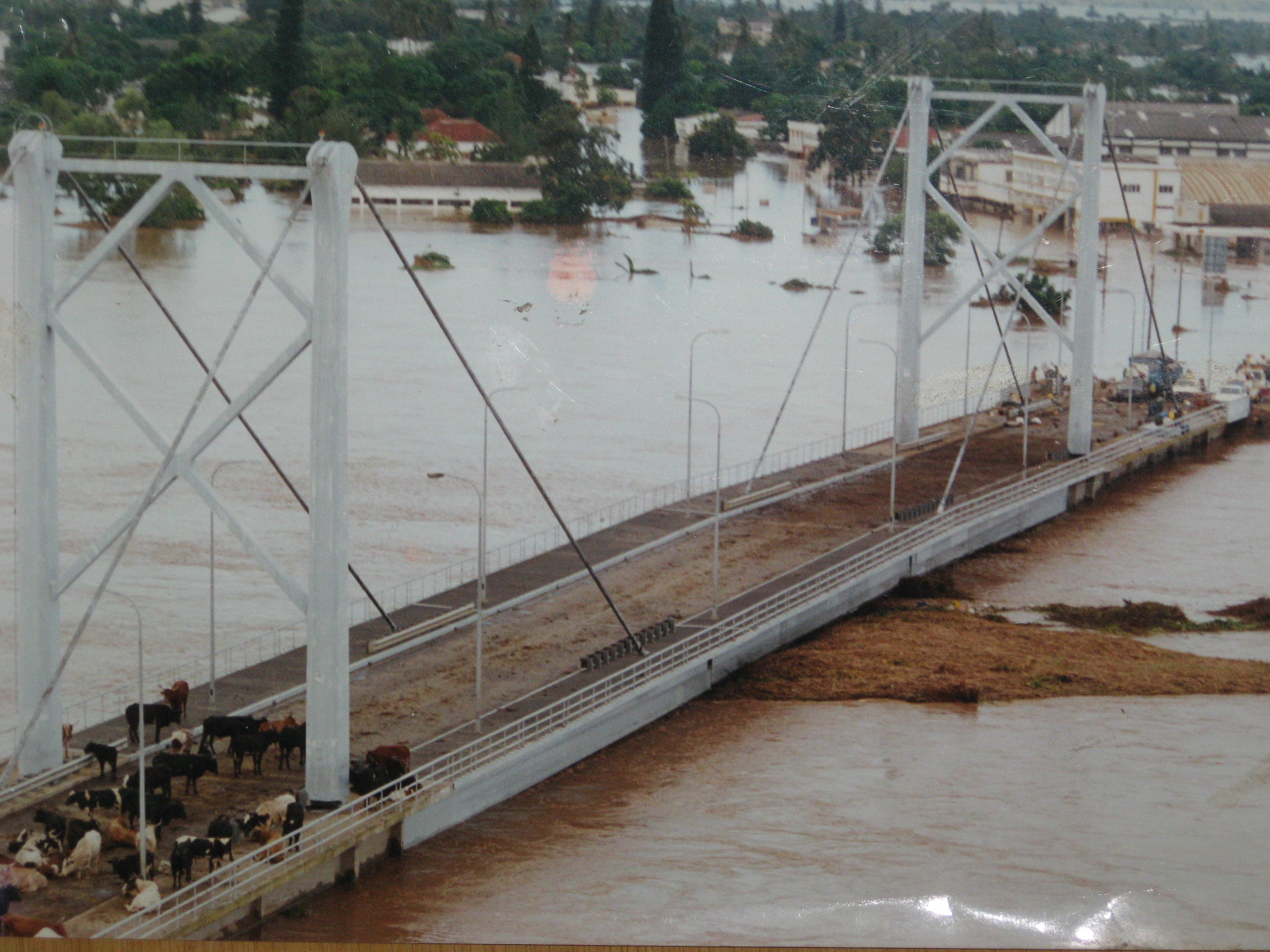
Pont Samora Machel après les inondations 2000
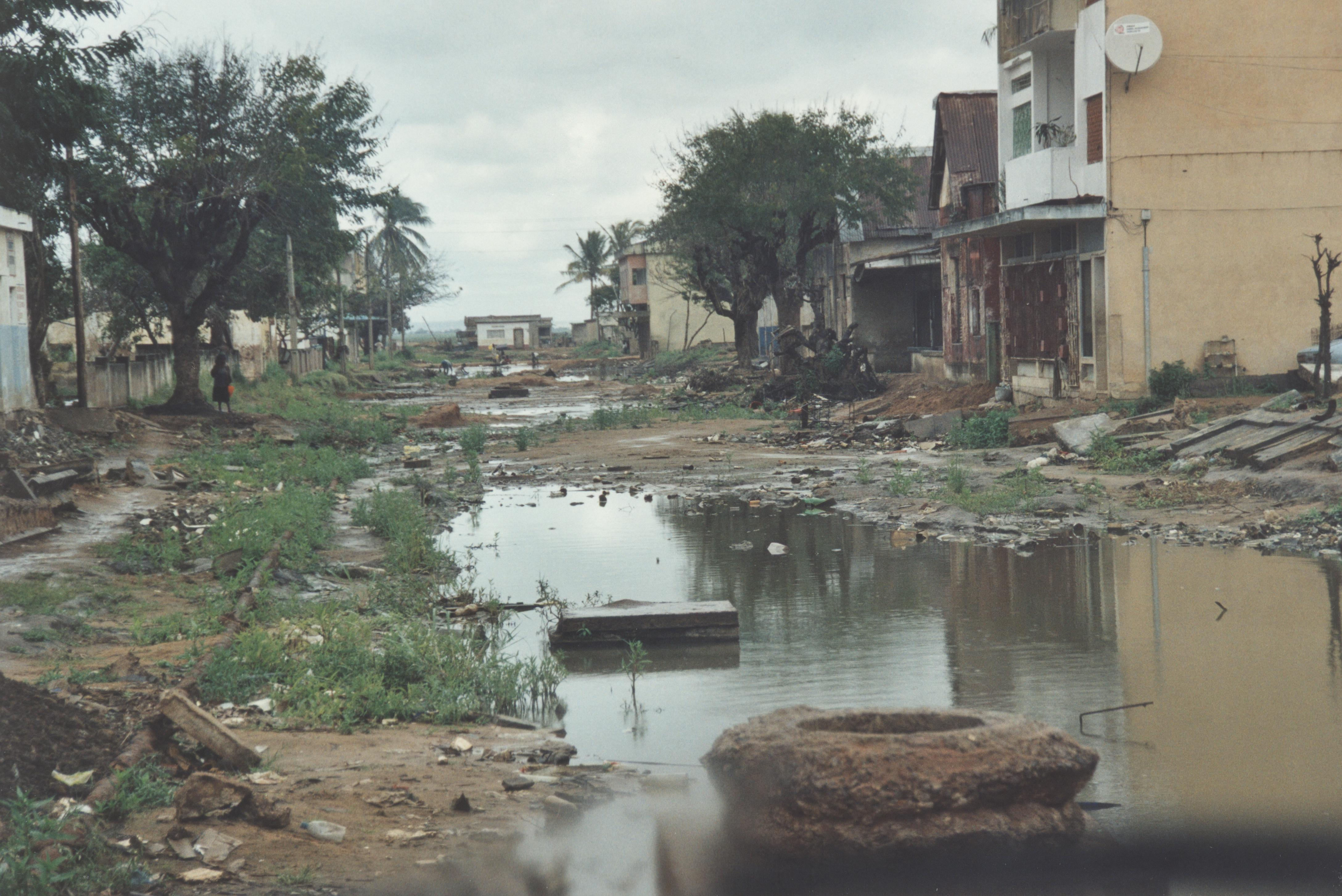